# Dolmen von Soto

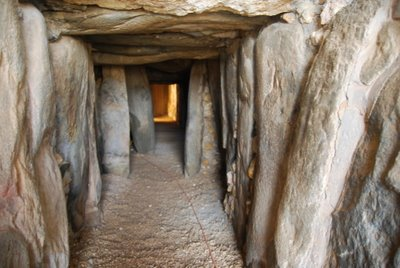
Dolmen von Soto – die Kammer

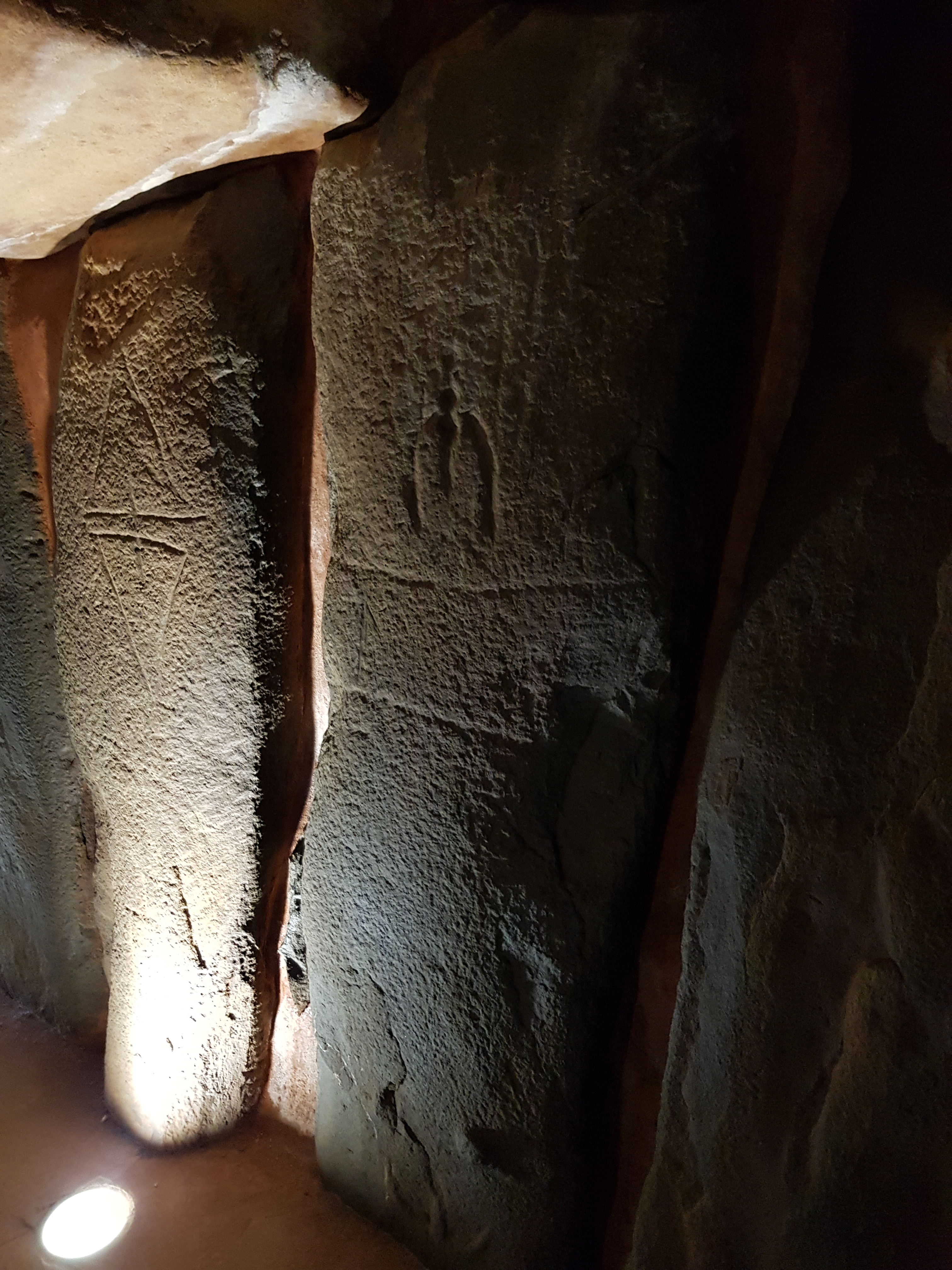
Gravuren im Dolmen von Soto

Der Dolmen von Soto (auch Cueva del Zancarrón de Soto genannt) in  Trigueros in der Provinz Huelva, in Spanien, ist eine wichtige unter den mehr als 200 Megalithanlagen in der Provinz. Der Dolmen ist ein markantes Beispiel aus dem Neolithikum im südlichen Spanien. Er ist zwischen 3000 und 2500 v. Chr. datiert.
Er wurde 1922 auf der Finca „La Lobita“ entdeckt und sofort von Armando de Soto in einer dreijährigen Aktion ausgegraben und von Hugo Obermaier beschrieben. Im Jahre 1931 wurde er zum Nationaldenkmal erklärt. 
Im Jahr 2008 wurde die erste Phase der Restaurierung des Denkmals abgeschlossen, bei Recherchen wurde ein Einfassungsring von mehr als 80 Meter Durchmesser erkannt, was die Anlage zu einem der größten Megalithbauten Westeuropas macht.

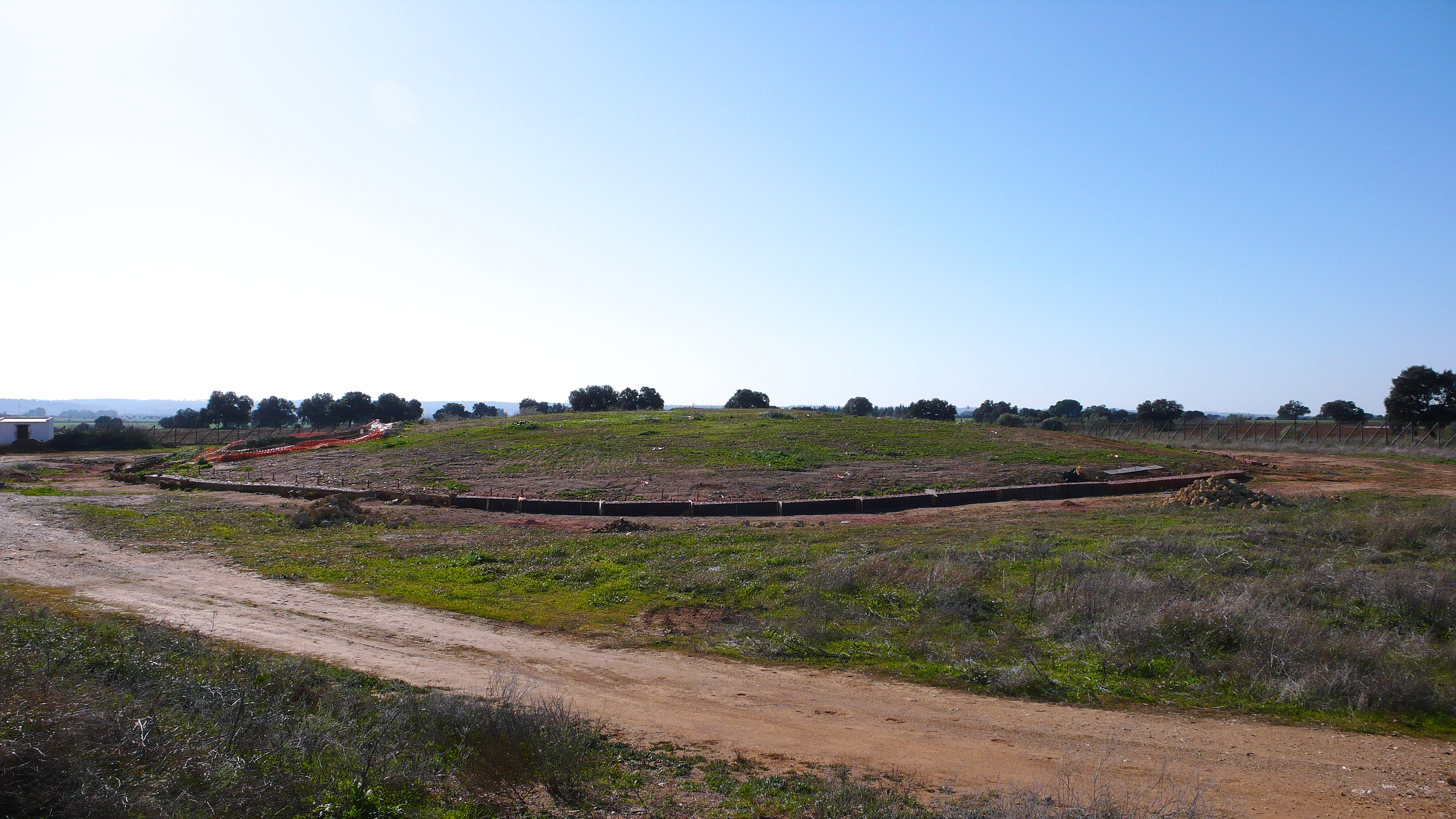
Dolmen von Soto – der Hügel

Der ostwestlich orientierte Dolmen gehört zur Familie der V-förmigen Dolmen mit langem Gang und ist mit etwa 21,0 m Länge der größte in der Provinz Huelva. Die an zwei Stellen eingeschnürte Gangbreite variiert von 0,82 m am Eingang im Osten bis etwa 3,1 m in der Kammer. Erhalten sind nahezu alle Tragsteine von Kammer und Gang (über 70) sowie die Decksteine des Gangbereichs. Die Kammerdecke wurde modern geschlossen.
Er ist, obwohl er beraubt wurde, in gutem Zustand. Gefunden wurden bei der Ausgrabung noch acht Leichname in Hockerstellung mit ihren Grabbeigaben.
Der Dolmen von Sotoiese liegt versteckt im Hinterland und ist nur über Trigueros anzufahren. Das Infocenter bietet interessante Videofilme und es werden hilfreiche Tips für die Umgebung, gegeben. Der Dolmen selbst wird unterirdisch präsentiert mit toller Beleuchtung. Aufgrund der z. T. geringen Deckenhöhe ist der Besuch abenteuerlich. Öffnungszeiten beachten.